# Achenkirch
Achenkirch é um município da Áustria, situado no distrito de Schwaz, no estado do Tirol. Tem 113,9 km² de área e sua população em 2019 foi estimada em 2.199 habitantes.